# Плуг (журнал)
«Плуг» — літературно-художній альманах Спілки селянських письменників «Плуг».
«Плуг» виходив із 1924 року в Харкові за редакцією Сергія Пилипенка. Друкувалися художні твори: Василя Стефаника «Сини», Олександра Копиленка «Іменем українського народу», Петра Панча «Мишачі нори», Миколи Дукина «Пасинки степу», Остапа Вишні «Плуг» (усмішки), Івана Сенченка «Земля», О. Демчука «Верболози» тощо. Вийшло три збірники у 1924, 1926 та 1927 роках.
Із поетичними творами виступали Олесь Донченко, І. Шевченко, Т. Плискунівський, Андрій Панів, С. Бен, Олександр Ведміцький, Марко Кожушний, Наталя Забіла, Антон Шмигельський, Василь Мисик, Василь Алешко. У кожному з трьох випусків «Плуга» вміщувалися критичні та бібліографічні студії.
Хоч у збірниках були й реальні малюнки життя українського села, художня якість творів знецінювалася від змалювання ілюзорних «успіхів» колективізації, «процвітання» артілей та комун і замовчування справжнього стану — фактичного знищення українського хлібороба.